# Ліга Європи УЄФА 2025—2026
Ліга Європи УЄФА 2025—2026 — 55-й сезон другого за престижністю клубного турніру під егідою УЄФА та 17-й з моменту перейменування Кубку УЄФА на Лігу Європи УЄФА.
Фінал заплановано провести 20 травня 2026 року на стадіоні «Водафон Парк» у Стамбулі.

## Розподіл асоціацій
У Лізі Європи УЄФА 2025—26 беруть участь 77 команд з 33-40 асоціацій–членів УЄФА (з усіх 55 асоціацій). Для визначення кількості команд–учасників від кожної з асоціацій використовується рейтинг асоціацій УЄФА:
- Переможець Ліги конференцій УЄФА 2024—25 отримує путівку до Ліги Європи (якщо не кваліфікується до Ліги чемпіонів або Ліги Європи через національний чемпіонат).
- Асоціації 1–12 мають по дві команді.
- Асоціації 13–33 (крім Росії) мають по одній команді.
- Окрім того, 32 команди, які вибули з Ліги чемпіонів 2025—26, переходять до Ліги Європи.

### Рейтинг асоціацій
Для Ліги Європи УЄФА 2025—26, використовуються місця асоціацій у рейтингу асоціацій УЄФА 2024, який враховує результати країн у європейських клубних змаганнях з сезону 2019–20 по 2023–24.
Команди, які потрапили до Ліги Європи іншим шляхом, відмічені наступним чином:
- (ЛК) — Додаткова путівка для переможця попередньої Ліги конференцій УЄФА
- (ЛЧ) — Додаткові путівки для команд, які перейшли з Ліги чемпіонів УЄФА

| #  | Асоціація  | Коеф.   | Команди | Примітки |
| -- | ---------- | ------- | ------- | -------- |
| 1  | Англія     | 104.303 | 2       |          |
| 2  | Італія     | 90.284  | 2       |          |
| 3  | Іспанія    | 89.489  | 2       |          |
| 4  | Німеччина  | 86.624  | 2       |          |
| 5  | Франція    | 66.831  | 2       |          |
| 6  | Нідерланди | 61.300  | 2       |          |
| 7  | Португалія | 56.316  | 2       |          |
| 8  | Бельгія    | 48.800  | 2       |          |
| 9  | Туреччина  | 38.600  | 2       |          |
| 10 | Чехія      | 36.050  | 2       |          |
| 11 | Шотландія  | 36.050  | 2       |          |
| 12 | Швейцарія  | 32.975  | 2       |          |
| 13 | Австрія    | 32.600  | 1       |          |
| 14 | Норвегія   | 31.625  | 1       |          |
| 15 | Греція     | 31.525  | 1       |          |
| 16 | Данія      | 31.450  | 1       |          |
| 17 | Ізраїль    | 31.125  | 1       |          |
| 18 | Україна    | 28.000  | 1       |          |
| 19 | Сербія     | 27.780  | 1       |          |

| #  | Асоціація         | Коеф.  | Команди | Примітки |
| -- | ----------------- | ------ | ------- | -------- |
| 20 | Хорватія          | 25.525 | 1       |          |
| 21 | Польща            | 25.375 | 1       |          |
| 22 | Росія             | 22.965 | 0       | [ a ]    |
| 23 | Кіпр              | 22.100 | 1       |          |
| 24 | Угорщина          | 21.875 | 1       |          |
| 25 | Швеція            | 21.500 | 1       |          |
| 26 | Румунія           | 21.375 | 1       |          |
| 27 | Болгарія          | 20.375 | 1       |          |
| 28 | Азербайджан       | 20.125 | 1       |          |
| 29 | Словаччина        | 19.625 | 1       |          |
| 30 | Словенія          | 13.250 | 1       |          |
| 31 | Молдова           | 13.125 | 1       |          |
| 32 | Косово            | 11.541 | 1       |          |
| 33 | Казахстан         | 11.500 | 1       |          |
| 34 | Фінляндія         | 11.125 | 1       |          |
| 35 | Ірландія          | 10.875 | 0       |          |
| 36 | Вірменія          | 10.625 | 0       |          |
| 37 | Латвія            | 10.625 | 0       |          |
| 38 | Фарерські острови | 10.375 | 0       |          |

| #  | Асоціація            | Коеф.  | Команди | Примітки |
| -- | -------------------- | ------ | ------- | -------- |
| 39 | Боснія і Герцеговина | 10.000 | 0       |          |
| 40 | Ліхтенштейн          | 10.000 | 0       |          |
| 41 | Ісландія             | 9.583  | 0       |          |
| 42 | Північна Ірландія    | 9.208  | 0       |          |
| 43 | Люксембург           | 8.625  | 0       |          |
| 44 | Литва                | 8.500  | 0       |          |
| 45 | Мальта               | 8.250  | 0       |          |
| 46 | Грузія               | 7.625  | 0       |          |
| 47 | Албанія              | 7.375  | 0       |          |
| 48 | Естонія              | 7.207  | 0       |          |
| 49 | Білорусь             | 6.625  | 0       |          |
| 50 | Македонія            | 6.000  | 0       |          |
| 51 | Андорра              | 5.998  | 0       |          |
| 52 | Уельс                | 5.791  | 0       |          |
| 53 | Чорногорія           | 5.708  | 0       |          |
| 54 | Гібралтар            | 4.957  | 0       |          |
| 55 | Сан-Марино           | 1.832  | 0       |          |

Примітки
1. ↑  Росія: 28 лютого 2022 року російські футбольні клуби та національні футбольні збірні Росії були усунені від турнірів ФІФА та УЄФА. За участю у кожному конкретному сезоні та турнірі приймається окреме рішення. Сітка учасників складена з урахуванням усунення російських клубів на сезон 2025—26.[4][5].

### Розподіл за раундами
|                                          |                                          | Команди, що починають з цього раунду | Команди, що проходять з попереднього раунду      | Команди, що переходять з Ліги чемпіонів |
| ---------------------------------------- | ---------------------------------------- | --- | ------------------------------------------------ | --- |
| Перший кваліфікаційний раунд (16 команд) | Перший кваліфікаційний раунд (16 команд) | - 16 володарів кубку з асоціацій 17–34 (крім Росії та Хорватії) |                                                  | |
| Другий кваліфікаційний раунд (16 команд) | Другий кваліфікаційний раунд (16 команд) | - 1 володар кубку з асоціації 16 - 6 команд, які посіли треті місця в чемпіонатах асоціацій 7–12 - 1 команда, яка посіла четверте місце в чемпіонаті асоціації 6                                                                               | - 8 переможців першого кваліфікаційного раунду   | |
| Третій кваліфікаційний раунд (26 команд) | Шлях чемпіонів (12 команд)               | |                                                  | - 12 клубів, які вибули після другого кваліфікаційного раунду Ліги чемпіонів УЄФА (шлях чемпіонів) |
| Третій кваліфікаційний раунд (26 команд) | Основний шлях (14 команд)                | - 3 володарі кубку з асоціацій 13–15 | - 8 переможців другого кваліфікаційного раунду   | - 3 клуби, які вибули після другого кваліфікаційного раунду Ліги чемпіонів УЄФА (шлях нечемпіонів) |
| Раунд плей-оф (24 команди)               | Раунд плей-оф (24 команди)               | - 5 володарів кубку з асоціацій 8–12 | - 13 переможців третього кваліфікаційного раунду | - 6 клубів, які вибули після третього кваліфікаційного раунду Ліги чемпіонів УЄФА (шлях чемпіонів) |
| Етап ліги (36 команд)                    | Етап ліги (36 команд)                    | - 7 володарів кубку з асоціацій 1–7 - 5 команд, що зайняли п'яті місця в чемпіонатах асоціацій 1–5 - 1 володар кубку з асоціації 20 (як клуб із найбільшим клубним коефіціентом, який початково кваліфікувався в перший кваліфікаційний раунд) | - 12 переможців раунду плей-оф                   | - 4 клуби, які вибули після третього кваліфікаційного раунду Ліги чемпіонів УЄФА (шлях нечемпіонів) - 5 клубів, які вибули після раунду плей-оф Ліги чемпіонів УЄФА (шлях чемпіонів) - 2 клуби, які вибули після раунду плей-оф Ліги чемпіонів УЄФА (шлях нечемпіонів) |

Через вилучення клубів з асоціації 22 (Росія) список квот зазнав наступних змін:
- Володар кубку з асоціації 16 (Данія) потрапляє до другого кваліфікаційного раунду замість першого кваліфікаційного раунду.

Переможець попереднього сезону Ліги конференцій (Челсі) кваліфікувався до Ліги чемпіонів через національний чемпіонат, тому відбулися такі зміни:
- Динамо (Загреб) (як клуб із найбільшим клубним коефіцієнтом, який кваліфікувався в будь-який з кваліфікаційних раундів або раунд плей-оф) потрапляє до етапу ліги замість першого кваліфікаційного раунду.
- Володар кубку асоціації 34 (Фінляндія) потрапляє до першого кваліфікаційного раунду Ліги Європи замість другого кваліфікаційного раунду Ліги конференцій.

### Команди
Примітки в дужках пояснюють, як команда потрапила в свій початковий етап:
- ЛК: переможець попереднього сезону Ліги конференцій
- ПК: переможець національного кубку
- 3-є, 4-е, 5-е тощо: місце в попередньому сезоні національного чемпіонату
- РС: переможець регулярного сезону
- ЛЧ: команди, що перейшли з Ліги чемпіонів
  - ПО ШЧ/ШН: вибули з раунду плей-оф (шлях чемпіонів/шлях нечемпіонів)
  - К3 ШЧ/ШН: вибули з третього кваліфікаційного раунду (шлях чемпіонів/шлях нечемпіонів)
  - К2 ШЧ/ШН: вибули з другого кваліфікаційного раунду (шлях чемпіонів/шлях нечемпіонів)

Третій кваліфікаційний раунд розділяється на шлях чемпіонів (ШЧ) та основний шлях (ОШ).
| Етап ліги                    | Етап ліги                    | Астон Вілла (6-е)              | Ноттінгем Форест (7-е)[Прим ENG] | Болонья (ПК)               | Рома (5-е)                   |  |  |
| Етап ліги                    | Етап ліги                    | Реал Бетіс (6-е)               | Сельта (7-е)                     | Штутгарт (ПК)              | Фрайбург (5-е)               |  |  |
| Етап ліги                    | Етап ліги                    | Лілль (5-е)                    | Ліон (6-е)[Прим ENG]             | Гоу Егед Іглз (ПК)         | Порту (3-є)                  |  |  |
| Етап ліги                    | Етап ліги                    | Динамо (2-е)                   | (ЛЧ ПО ШЧ)                       | (ЛЧ ПО ШЧ)                 | (ЛЧ ПО ШЧ)                   |  |  |
| Етап ліги                    | Етап ліги                    | (ЛЧ ПО ШЧ)                     | (ЛЧ ПО ШЧ)                       | (ЛЧ ПО ШЧ)                 | (ЛЧ ПО ШЧ)                   |  |  |
| Етап ліги                    | Етап ліги                    | Ніцца (ЛЧ К3 ШН)               | Феєнорд (ЛЧ К3 ШН)               | Вікторія (ЛЧ К3 ШН)        | Ред Булл (ЛЧ К3 ШН)          |  |  |
|                              |                              |                                |                                  |                            |                              |  |  |
| Раунд плей-оф                | Раунд плей-оф                | Генк (3-є)                     | Самсунспор (3-є)                 | Сігма (ПК)                 | Абердін (ПК)                 |  |  |
| Раунд плей-оф                | Раунд плей-оф                | Янг Бойз (3-є)                 | Динамо (ЛЧ К3 ШЧ)                | Лех (ЛЧ К3 ШЧ)             | Мальме (ЛЧ К3 ШЧ)            |  |  |
| Раунд плей-оф                | Раунд плей-оф                | Лудогорець (ЛЧ К3 ШЧ)          | Слован (ЛЧ К3 ШЧ)                | Шкендія (ЛЧ К3 ШЧ)         |                              |  |  |
|                              |                              |                                |                                  |                            |                              |  |  |
| Третій кваліфікаційний раунд | ШЧ                           | Маккабі (Тель-Авів) (ЛЧ К2 ШЧ) | Рієка (ЛЧ К2 ШЧ)                 | ФКСБ (ЛЧ К2 ШЧ)            | Дріта (ЛЧ К2 ШЧ)             |  |  |
| Третій кваліфікаційний раунд | ШЧ                           | КуПС ((ЛЧ К2 ШЧ)               | Шелбурн (ЛЧ К2 ШЧ)               | Ноах (ЛЧ К2 ШЧ)            | РФШ (ЛЧ К2 ШЧ)               |  |  |
| Третій кваліфікаційний раунд | ШЧ                           | Зрінськи (ЛЧ К2 ШЧ)            | Брєйдаблік (ЛЧ К2 ШЧ)            | Хамрун Спартанс (ЛЧ К2 ШЧ) | Лінкольн Ред Імпс (ЛЧ К2 ШЧ) |  |  |
| Третій кваліфікаційний раунд | ОШ                           | Вольфсбергер (ПК)              | Фредрікстад (ПК)                 | ПАОК (3-є)                 | Серветт (ЛЧ К2 ШН)           |  |  |
| Третій кваліфікаційний раунд | ОШ                           | Бранн (ЛЧ К2 ШН)               | Панатінаїкос (ЛЧ К2 ШН)          |                            |                              |  |  |
|                              |                              |                                |                                  |                            |                              |  |  |
| Другий кваліфікаційний раунд | Другий кваліфікаційний раунд | Утрехт (4-е)                   | Брага (4-е)                      | Андерлехт (4-е)            | Бешикташ (4-е)               |  |  |
| Другий кваліфікаційний раунд | Другий кваліфікаційний раунд | Банік (3-є)                    | Гіберніан (3-є)                  | Лугано (4-е)               | Мідтьюлланн (2-е)            |  |  |
|                              |                              |                                |                                  |                            |                              |  |  |
| Перший кваліфікаційний раунд | Перший кваліфікаційний раунд | Хапоель (Беер-Шева) (ПК)       | Шахтар (ПК)                      | Партизан (2-е)             | Легія (ПК)                   |  |  |
| Перший кваліфікаційний раунд | Перший кваліфікаційний раунд | АЕК (ПК)                       | Пакш (ПК)                        | Геккен (ПК)                | ЧФР (ПК)                     |  |  |
| Перший кваліфікаційний раунд | Перший кваліфікаційний раунд | Левскі (2-е)                   | Сабах (ПК)                       | Спартак (Трнава) (ПК)      | Целє (ПК)                    |  |  |
| Перший кваліфікаційний раунд | Перший кваліфікаційний раунд | Шериф (ПК)                     | Приштина (ПК)                    | Актобе (ПК)                | Ільвес (2-е)                 |  |  |

Примітки
1. ^ Англія (ENG): Крістал Пелес, переможець Кубка Англії з футболу 2024—2025, кваліфікувався до Ліги Європи. Однак УЄФА постановив[6], що Крістал Пелес та французький клуб Ліон були частиною групи, що належить одній компанії власників. Отже, Крістал Пелес та Ноттінгем Форест, який спочатку мав грати в Лізі конференцій як клуб, що посів 7-е місце в Прем'єр-лізі Англії 2024—2025, були змушені здійснити обмін путівками в єврокубки.[7][8]

## Розклад матчів і жеребкувань
Розклад матчів і жеребкувань наведено в таблиці. Матчі заплановані на четвер (окрім фіналу, який заплановано на середу), хоча, як виключення, деякі матчі можуть проходити у вівторок чи середу в разі виникнення конфліктів у розкладі. Буде проведено один ексклюзивний тиждень, коли середа та четвер (24 та 25 вересня) будуть ігровими днями.
Усі жеребкування проводяться у штаб-квартирі УЄФА у Ньйоні (Швейцарія).
| Етап         | Раунд                        | Дата жеребкування | Перші матчі                             | Матчі-відповіді                         |
| ------------ | ---------------------------- | ----------------- | --------------------------------------- | --------------------------------------- |
| Кваліфікація | Перший кваліфікаційний раунд | 17 червня 2025    | 10 липня 2025                           | 17 липня 2025                           |
| Кваліфікація | Другий кваліфікаційний раунд | 18 червня 2025    | 24 липня 2025                           | 31 липня 2025                           |
| Кваліфікація | Третій кваліфікаційний раунд | 21 липня 2025     | 7 серпня 2025                           | 14 серпня 2025                          |
| Плей-оф      | Раунд плей-оф                | 4 серпня 2025     | 21 серпня 2025                          | 28 серпня 2025                          |
| Етап ліги    | Тур 1                        | 29 серпня 2025    | 24–25 вересня 2025                      | 24–25 вересня 2025                      |
| Етап ліги    | Тур 2                        | 29 серпня 2025    | 2 жовтня 2025                           | 2 жовтня 2025                           |
| Етап ліги    | Тур 3                        | 29 серпня 2025    | 23 жовтня 2025                          | 23 жовтня 2025                          |
| Етап ліги    | Тур 4                        | 29 серпня 2025    | 6 листопада 2025                        | 6 листопада 2025                        |
| Етап ліги    | Тур 5                        | 29 серпня 2025    | 27 листопада 2025                       | 27 листопада 2025                       |
| Етап ліги    | Тур 6                        | 29 серпня 2025    | 11 грудня 2025                          | 11 грудня 2025                          |
| Етап ліги    | Тур 7                        | 29 серпня 2025    | 22 січня 2026                           | 22 січня 2026                           |
| Етап ліги    | Тур 8                        | 29 серпня 2025    | 29 січня 2026                           | 29 січня 2026                           |
| Плей-оф      | Стикові матчі                | 30 січня 2026     | 19 лютого 2026                          | 26 лютого 2026                          |
| Плей-оф      | 1/8 фіналу                   | 27 лютого 2026    | 12 березня 2026                         | 19 березня 2026                         |
| Плей-оф      | 1/4 фіналу                   | 27 лютого 2026    | 9 квітня 2026                           | 16 квітня 2026                          |
| Плей-оф      | 1/2 фіналу                   | 27 лютого 2026    | 30 квітня 2026                          | 7 травня 2026                           |
| Плей-оф      | Фінал                        | 27 лютого 2026    | 20 травня 2026 на Водафон Парк, Стамбул | 20 травня 2026 на Водафон Парк, Стамбул |

## Кваліфікація

### Перший кваліфікаційний раунд
Жеребкування відбулося 17 червня 2025 року. Перші матчі відбулися 10 липня, а матчі-відповіді — 17 липня 2025 року.
| Команда 1        | Заг. Tooltip Aggregate score | Команда 2           | 1-й матч | 2-й матч |
| ---------------- | ---------------------------- | ------------------- | -------- | -------- |
| Шахтар           | 6:0                          | Ільвес              | 6:0      | 0:0      |
| Шериф            | 5:2                          | Приштина            | 4:0      | 1:2      |
| Спартак (Трнава) | 2:3                          | Геккен              | 0:1      | 2:2      |
| Сабах            | 5:6                          | Целє                | 2:3      | 3:3 (дч) |
| Легія            | 2:0                          | Актобе              | 1:0      | 1:0      |
| Левскі           | 1:1 (пен. 3:1)               | Хапоель (Беер-Шева) | 0:0      | 1:1      |
| АЕК              | 2:2 (пен. 6:5)               | Партизан            | 1:0      | 1:2      |
| Пакш             | 0:3                          | ЧФР                 | 0:0      | 0:3      |

### Другий кваліфікаційний раунд
Жеребкування відбулося 18 червня 2025 року. Перші матчі відбулися 24 липня, а матчі-відповіді — 31 липня 2025 року.
| Команда 1   | Заг. Tooltip Aggregate score | Команда 2 | 1-й матч | 2-й матч |
| ----------- | ---------------------------- | --------- | -------- | -------- |
| Лугано      | 0:1                          | ЧФР       | 0:0      | 0:1 (дч) |
| Целє        | 2:3                          | АЕК       | 1:1      | 1:2      |
| Левскі      | 0:1                          | Брага     | 0:0      | 0:1 (дч) |
| Банік       | 3:4                          | Легія     | 2:2      | 1:2      |
| Андерлехт   | 2:2 (пен. 2:4)               | Геккен    | 1:0      | 1:2      |
| Шериф       | 2:7                          | Утрехт    | 1:3      | 1:4      |
| Мідтьюлланн | 3:2                          | Гіберніан | 1:1      | 2:1 (дч) |
| Бешикташ    | 2:6                          | Шахтар    | 2:4      | 0:2      |

### Третій кваліфікаційний раунд
Жеребкування відбулося 21 липня 2025 року. Перші матчі відбулися 5–7 серпня, а матчі-відповіді — 12 та 14 серпня 2025 року.
| Команда 1         | Заг. Tooltip Aggregate score | Команда 2           | 1-й матч | 2-й матч |
| ----------------- | ---------------------------- | ------------------- | -------- | -------- |
| Лінкольн Ред Імпс | 1:1 (пен. 6:5)               | Ноах                | 1:1      | 0:0      |
| Рієка             | 4:3                          | Шелбурн             | 1:2      | 3:1      |
| РФШ               | 1:3                          | КуПС                | 1:2      | 0:1      |
| Хамрун Спартанс   | 2:5                          | Маккабі (Тель-Авів) | 1:2      | 1:3      |
| Зрінськи          | 3:2                          | Брєйдаблік          | 1:1      | 2:1      |
| ФКСБ              | 6:3                          | Дріта               | 3:2      | 3:1      |

| Команда 1    | Заг. Tooltip Aggregate score | Команда 2    | 1-й матч | 2-й матч |
| ------------ | ---------------------------- | ------------ | -------- | -------- |
| АЕК          | 5:3                          | Легія        | 4:1      | 1:2      |
| Фредрікстад  | 1:5                          | Мідтьюлланн  | 1:3      | 0:2      |
| ЧФР          | 1:4                          | Брага        | 1:2      | 0:2      |
| ПАОК         | 1:0                          | Вольфсбергер | 0:0      | 1:0 (дч) |
| Серветт      | 2:5                          | Утрехт       | 1:3      | 1:2      |
| Геккен       | 1:2                          | Бранн        | 0:2      | 1:0      |
| Панатінаїкос | 0:0 (пен. 4:3)               | Шахтар       | 0:0      | 0:0      |

### Раунд плей-оф
Жеребкування відбулося 4 серпня 2025 року. Перші матчі відбудуться 21 серпня, а матчі-відповіді — 27–28 серпня 2025 року.
| Команда 1           | Заг. Tooltip Aggregate score | Команда 2  | 1-й матч | 2-й матч |
| ------------------- | ---------------------------- | ---------- | -------- | -------- |
| Маккабі (Тель-Авів) | 1                            | Динамо     | 21 сер   | :        |
| Шкендія             | 2                            | Лудогорець | 21 сер   | :        |
| Слован              | 3                            | Янг Бойз   | 21 сер   | :        |
| Мальме              | 4                            | Сігма      | 21 сер   | :        |
| Панатінаїкос        | 5                            | Самсунспор | 21 сер   | :        |
| Абердін             | 6                            | ФКСБ       | 21 сер   | :        |
| Лех                 | 7                            | Генк       | 21 сер   | :        |
| Мідтьюлланн         | 8                            | КуПС       | 21 сер   | :        |
| Лінкольн Ред Імпс   | 9                            | Брага      | 21 сер   | :        |
| Зрінськи            | 10                           | Утрехт     | 21 сер   | :        |
| Бранн               | 11                           | АЕК        | 21 сер   | :        |
| Рієка               | 12                           | ПАОК       | 21 сер   | :        |